# Fredrik Kessiakoff
Fredrik Carl Wilhelm Kessiakoff (født 17. maj 1980 i Nacka, Sverige) er en svensk tidligere cykelrytter, der bl.a. har kørt for Astana Team, som han kom til i 2011. Han har tidligere kørt for Barloworld (2006-2009), Fuji-Servetto (2009) og Garmin Transitions (2010).

## Sejre
Han har vundet følgende sejre.
- 2011: Østrig Rundt, 2. etape og samlet
- 2012: Tour de Suisse, 7. etape (enkeltstart)
- 2012: Vuelta a España, 11. etape (enkeltstart)